# Wouthera Hoolboom
Wouthera Hoolboom (Den Helder, 10 gennaio 1965) è un'ex cestista olandese.

## Carriera
Con i Paesi Bassi ha disputato i Campionati europei del 1989.